# Kurer

Baltic Tribes c 1200

Kurer var en historisk baltisktalande stam bosatta i nuvarande västra Lettland och nordvästra Litauen. 
Kurerna var kända för att vara krigare, sjömän och pirater. De hade sedan länge starka kontakter med Sverige. De deltog i slaget vid Bråvalla i Sverige 753 och betalade tribut till Sverige till 854. Under vikingatiden nämns kurer som ofta verksamma sida vid sida med vikingar. 
Till skillnad från lettgallerna var kurerna övertygade hedningar och en av de starkaste och mest envisa motståndarna mot Livländska orden under det Livländska korståget (1219-1290), och slogs tillsammans med semigallerna mot korsriddarna. Kurerna och semigallerna attackerade tillsammans Riga 1210 och 1228, och besegrade korsriddarna i slaget vid Durbe 1260.
De norra kurerna underkastade sig 1230, och de södra besegrades 1266, varefter Kurland delades mellan livländska orden och ärkebiskopen av Riga. 